# 須田道輝
須田 道輝（すだ どうき、1929年 - 2008年4月24日）は、日本の僧侶、文筆家。曹洞宗天祐寺住職。

## 来歴
茨城県久慈町生まれ。1949年澤木興道老師に就いて得度。1956年駒澤大学仏教学部卒業。1958年曹洞宗教化研修所に入所し、3年間「仏教と教化」について研修。1964年パーリ仏教学の権威水野弘元博士に就いて転衣嗣法。1967年に水野弘元が住職をつとめた長崎県諫早市天祐寺に入り副住職、1983年同寺住職。寺門の復興に尽力し、導きにより虚空蔵堂を建立。講演、著述を通して衆生教化につとめた。2008年4月24日心不全のため遷化、世寿78。
著書に「禅僧が贈る言葉」「禅からの出発」「ブッダの瞑想」「因縁 - 人生をひらく道」「法華経にしたしむ」など。